# Sturmia aurieventris
Sturmia aurieventris är en tvåvingeart som först beskrevs av Villeneuve 1910.  Sturmia aurieventris ingår i släktet Sturmia och familjen parasitflugor. Inga underarter finns listade i Catalogue of Life.